# Centrum logistyczne
Centrum logistyczne – wyspecjalizowana struktura gospodarcza grupująca na zwartym obszarze duży zbiór podmiotów specjalizujących się w organizacji i fizycznym przepływie mas towarowych. Ma charakter publiczny. Stanowi punkt styku popytu i podaży usług logistycznych i transportowych.

## Opis
Centrum logistyczne jest zlokalizowane na skrzyżowaniu ważnych (międzynarodowych) arterii transportowych i stanowi punktowy element infrastruktury logistycznej o wysokim stopniu złożoności technicznej i organizacyjnej. Wyposażone jest w takie elementy jak: intermodalny węzeł transportowy, nowoczesne powierzchnie magazynowe, platformy przeładunkowe, nowoczesne obiekty biurowe, posterunek celny, system zaopatrzenia środków transportu w paliwo i energię, punkt technicznej obsługi i napraw środków transportu, infrastrukturę informatyczną, bank, placówkę poczty, biura ubezpieczycieli, obiekty hotelowo-gastronomiczne i inne.
Centra logistyczne spełniają trzy rodzaje funkcji:
- funkcje logistyczne
- funkcje pomocnicze
- funkcje dodatkowe

Większość centrów logistycznych umożliwia działanie i świadczy usługi wszystkim zainteresowanym nadawcom i odbiorcom na zasadzie wolnorynkowej. Takie centra logistyczne określa się mianem publicznych. Działają w nich niezależni operatorzy, a rolą zarządu centrum jest udostępnianie im warunków do prowadzenia działalności. W tej formule mieści się również udostępnianie warunków do działalności firmom produkcyjnym i handlowym, które stają się źródłem popytu na usługi logistyczne, realizowanie na terenie centrum logistycznego.
Centra logistyczne można sklasyfikować na wiele sposobów. Wpływ na to ma ich wielkość, zakres pełnionych funkcji oraz infrastruktura. Poniżej przedstawiony zostanie najpopularniejszy podział, czyli ze względu na wielkość, rodzaj i zasięg świadczonych usług. I tak wyróżniamy:
- Lokalne logistyczne centrum dystrybucji, które charakteryzuje się:
  - niewielkim promieniem oddziaływania około 20-30 km,
  - powierzchnią zagospodarowana 2-10 ha,
  - ograniczoną infrastrukturą,
  - ograniczonym serwisem usług logistycznych.
- Regionalne logistyczne centrum dystrybucji, które charakteryzuje się:
  - zakresem oddziaływania około 50 - 100 km,
  - obejmowaniem swoim działaniem konkretnego obszaru administracyjnego, np. województwa,
  - powierzchnią zagospodarowana 20 - 50 ha,
  - rozwiniętą infrastrukturą,
  - rozwiniętym systemem informatycznym,
  - serwisem wybranych usług logistycznych.
- Międzynarodowe logistyczne centrum dystrybucji, które charakteryzuje:
  - promień działania 500 – 800 km,
  - powierzchnia zagospodarowania 100 - 150 ha,
  - w pełni rozwinięta infrastruktura,
  - pełny system informatyczny,
  - pełny serwis usług logistycznych.
- Centrum usług logistycznych, które:
  - jest zalążkiem przyszłych centrów logistycznych,
  - zaspokaja kooperujące przedsiębiorstwa logistyczne,
  - wyposażone jest w kompatybilny system informatyczny.

Rolą centrów logistycznych jest tworzenie warunków do sprawnego przepływu dóbr, łagodzenie i/lub eliminowanie uciążliwości, jaką działalność logistyczna wywiera na otoczenie, a także wspieranie, i często inicjowanie, pozytywnych tendencji oraz kierunków rozwoju działalności gospodarczej, głównie (ale nie tylko) w obszarze logistyki.
Obecnie sytuowanie, rozwój i promocję centrów logistycznych uznaje się za narzędzie pozwalające wpływać na wzrost sprawności i efektywności procesów logistycznych, poziom obsługi klienta, tworzenie wartości w łańcuchach dostaw oraz redukcję kosztów logistyki. Centra logistyczne uznawane są też za niezwykle efektywną formę restrukturyzacji obszarów znajdujących się w gospodarczym regresie – jako inwestycje ożywiające lokalną gospodarkę i uruchamiające nowe inwestycje, związane z napływem nowych podmiotów.
Jednym z najbardziej charakterystycznych trendów rozwojowych centrów logistycznych jest rozwój logistyki miejskiej (city logistics) – skupienie w nich zasobów dystrybucyjnych może ułatwić zarządzanie dostawami dotyczącymi zaopatrzenia mieszkańców i przedsiębiorstw wewnątrz aglomeracji poprzez planowanie i optymalizowanie procesów logistycznych.